# جرج پویندسکتر
جرج پویندسکتر (به انگلیسی: George Poindexter) سناتور سابق عضو حزب دموکرات ایالات متحده آمریکا بود. وی در سال ۱۸۳۰ تا ۱۸۳۱ و ۱۸۳۱ تا ۱۸۳۵ میلادی سناتور ایالت می‌سی‌سی‌پی در سنای ایالات متحده آمریکا بود.